# Битва на Желяни
Битва на реке Желянь — битва между русской дружиной и половецким войском, произошедшая 23 июля 1093 года на реке Желянь в современном урочище Жуляны близ Киева. Упоминается в «Повести временных лет». Русское войско возглавлял киевский князь Святополк Изяславич, предводители половецкого войска неизвестны. Битва произошла через два месяца после неудачной для русской стороны битвы на Стугне и также окончилась тяжёлым разгромом русской дружины. Согласно Ипатьевской летописи, потери в битве на Желяни превосходили потери на Стугне, а сам князь вернулся в Киев лишь с двумя воинами, что привело в Киеве к великой скорби. После битвы половцы отошли на юг, где приступили к осаде Торческа, который вскоре взяли и разорили.